# 西三环街道
西三环街道，曾是中华人民共和国辽宁省沈阳市铁西区下辖的一个乡镇级行政单位。2019年12月，撤销西三环街道，所辖辖区分别划入昆明湖街道和翟家街道。

## 行政区划
西三环街道下辖以下地区：
。